# Perdita pelargoides
Perdita pelargoides là một loài Hymenoptera trong họ Andrenidae. Loài này được Cockerell mô tả khoa học năm 1916.